# Leiotulus dasyanthus
Leiotulus dasyanthus là một loài thực vật có hoa trong họ Hoa tán. Loài này được (K. Koch) M.G. Pimenov & T.A. Ostroumova mô tả khoa học đầu tiên năm 1994.